# Chyi Chin
Chin Chyi (cinese tradizionale: 齊秦; cinese semplificato: 齐秦;pinyin: Qí Qín; Taichung, 12 gennaio 1960) è un cantautore e musicista taiwanese.

## Biografia
Da giovane, Chyi ha studiato, grazie ad una severa istruzione imposta dal padre, musica inglese, letteratura moderna e classica cinese, e poesia della dinastia Tang. Tuttavia, a causa della eccessiva rigidità dell'istruzione paterna, da adolescente Chyi si è ribellato e si è unito ad una banda di giovani locali. Tale decisione lo ha portato a scontare tre anni in prigione. Il periodo di reclusione, tuttavia, lo ha aiutato nel comprendere meglio se stesso, grazie ad un'acuta introspezione. La prigione metteva a disposizione dei "giovani delinquenti" una chitarra, come metodo di svago, e così Chyi ha imparato a suonare lo strumento da autodidatta.
Scontato il periodo di reclusione, Chyi Chin è tornato a casa ed ha iniziato a fare duetti canori domestici con la sorella, ormai cantante affermata, Chyi Yu. Fu lei ad inserirlo nell'industria musicale. Ogni volta che cantava in pubblico la sua canzone The Olive Tree (橄欖樹), non perdeva occasione di far conoscere agli spettatori le doti del fratello, dicendo che egli poteva cantarla perfino meglio. Dopo un duetto in pubblico ad Hong Kong, Yu regalò al fratello una chitarra da professionisti.

## Carriera
Chyi diede l'avvio formale alla propria carriera musicale nel 1981, anno in cui fu pubblicato l'album See her Slip Away Again (又見溜溜的她). Da allora, la sua popolarità è cresciuta fino a raggiungere il picco nel 1985, anno in cui uscì sul mercato il suo singolo Wolf, ed egli stesso aprì un'etichetta di registrazione denominata Rainbow Studios.
Chyi usa dividere la sua carriera musicale in due periodi: il primo, il periodo Wolf (lupo), prende il nome dal suo singolo di successo e riguarda la sua carriera prima dell'anno 1992; il secondo, chiamato periodo Deer (cervo), è quello successivo al 1992, anno della sua conversione alla filosofia buddhista. Quest'ultimo ottiene il nome da una poesia raccontata a Chyi da un'indovina: Il cervo bela/gentilmente il fucile del cacciatore lo mette a tacere/gentilmente egli crolla/guardando ancora il cacciatore con una gentile emozione negli occhi ("鹿哨呦呦/ 溫柔地走近獵人的槍口/ 溫柔地倒下/ 依然用溫柔的眼神看著獵人").

## Discografia

### Lavori del periodo Deer
- 网友專輯 (2003)
- 呼喚 (2002)
- 曠世情歌全紀錄 (2000)
- 西藏演唱會 (1998)
- 世紀情歌之謎 (1998)
- 我拿什么愛你 (1998)
- 97狼－黃金自選集 (1997)
- Longer (1997)
- 絲路 (1996)
- 純情歌 (1996)
- 痛并快樂著 (1995)
- 命運的深淵 (1995)
- 暗淡的月 (1994)
- 黃金十年 (1994)
- 無情的雨無情的你 (1994)

### Lavori del periodo Wolf
- 狂飆 (1992)
- 柔情主義 (1991)
- 愛情宣言 (1990)
- 紀念日 (1989)
- 流浪思鄉 (1988)
- 大約在冬季 (1987)
- 棋王 (1987)
- 狼Ⅱ (1987)
- 冬雨 (1987)
- 出沒 (1986)
- 狼的專輯 (1985)
- 又見溜溜的她 (1981)